# زيدي أمل
```
زيدي أمل
 (من مواليد 
3 مارس 1995
(
1995-03-03
)
 ) هي 
لاعبة
 
كرة
 طائرة 
جزائرية
. كانت جزءًا من 
المنتخب الوطني الجزائري للكرة الطائرة
.
[
1
]
```

## روابط خارجية
- الملف الشخصي في FIVB.org